# Beechcraft 1900
De Beechcraft 1900 is een populair regionaal verkeersvliegtuig met turboprops.
Hij is gebouwd om met elk weer te kunnen vliegen en op onverharde landingsbanen te kunnen landen.
Er is ook een militaire versie, de C-12J, die gebruikt wordt door de United States Air Force.
De cockpit is zo ontworpen dat er ook met maar 1 piloot gevlogen mag worden.
Hierdoor kan het rendement aanzienlijk vergroot worden.

## Afbeeldingen

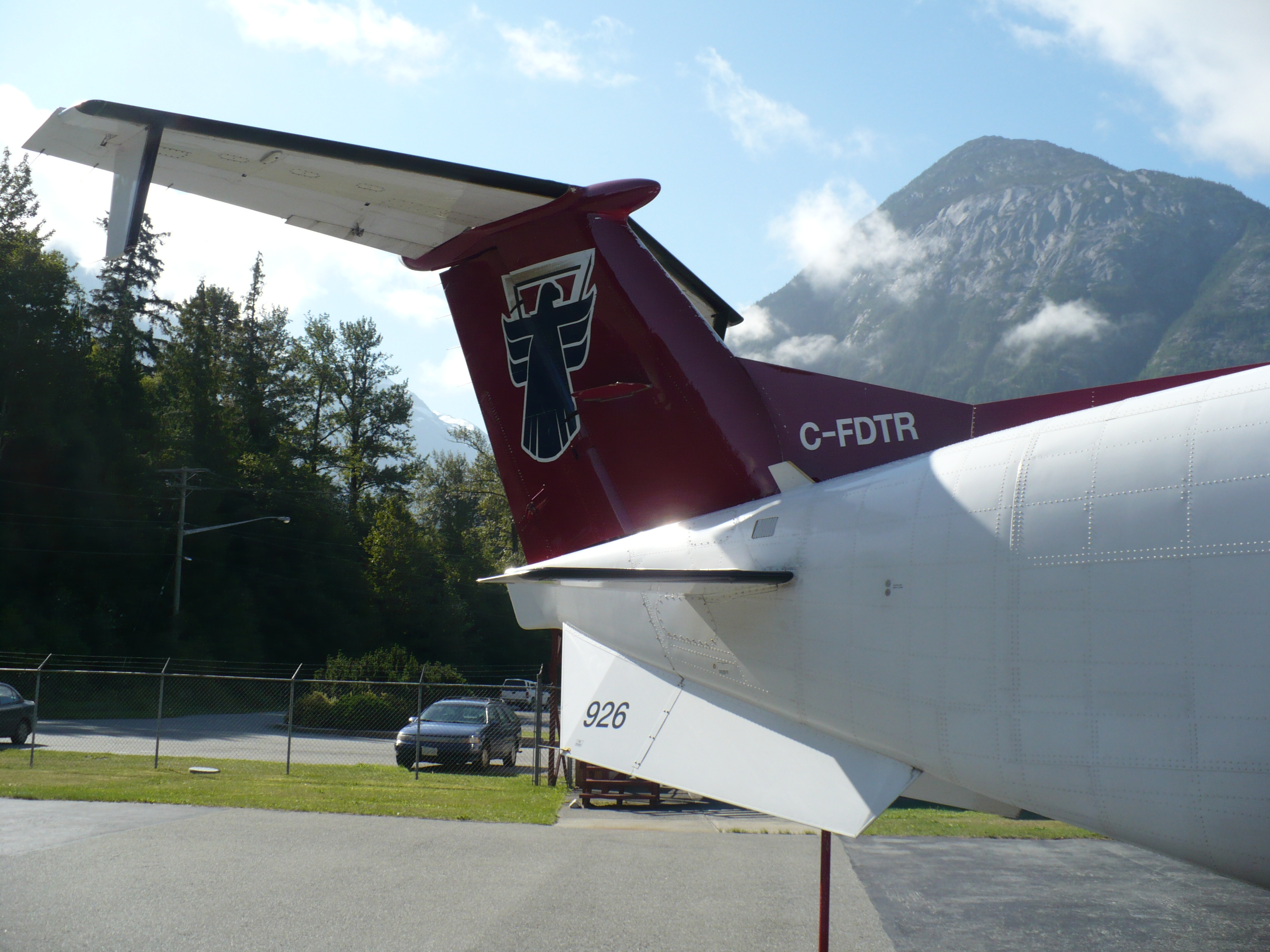
De staart van een 1900D, hier zijn de kleine vinnen (tail-lets) goed zichtbaar.
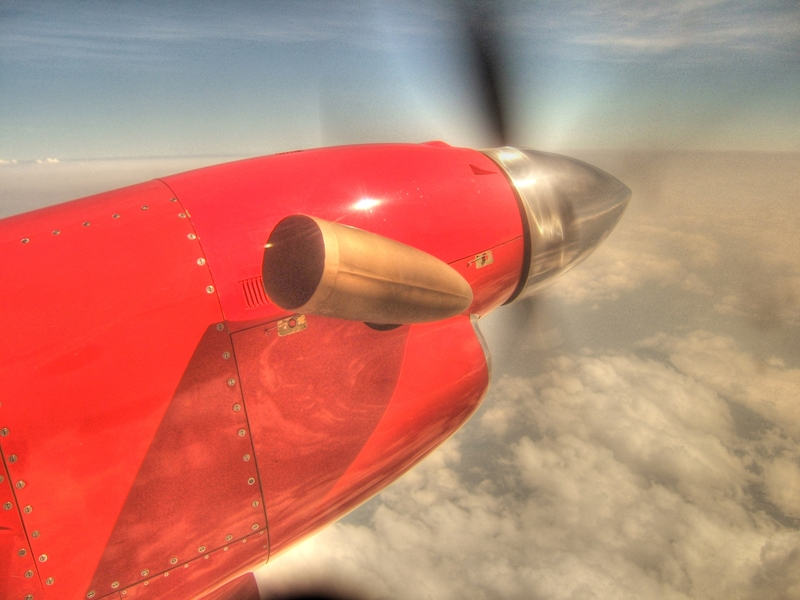
Hier is de PT6A-67D motor goed zichtbaar.
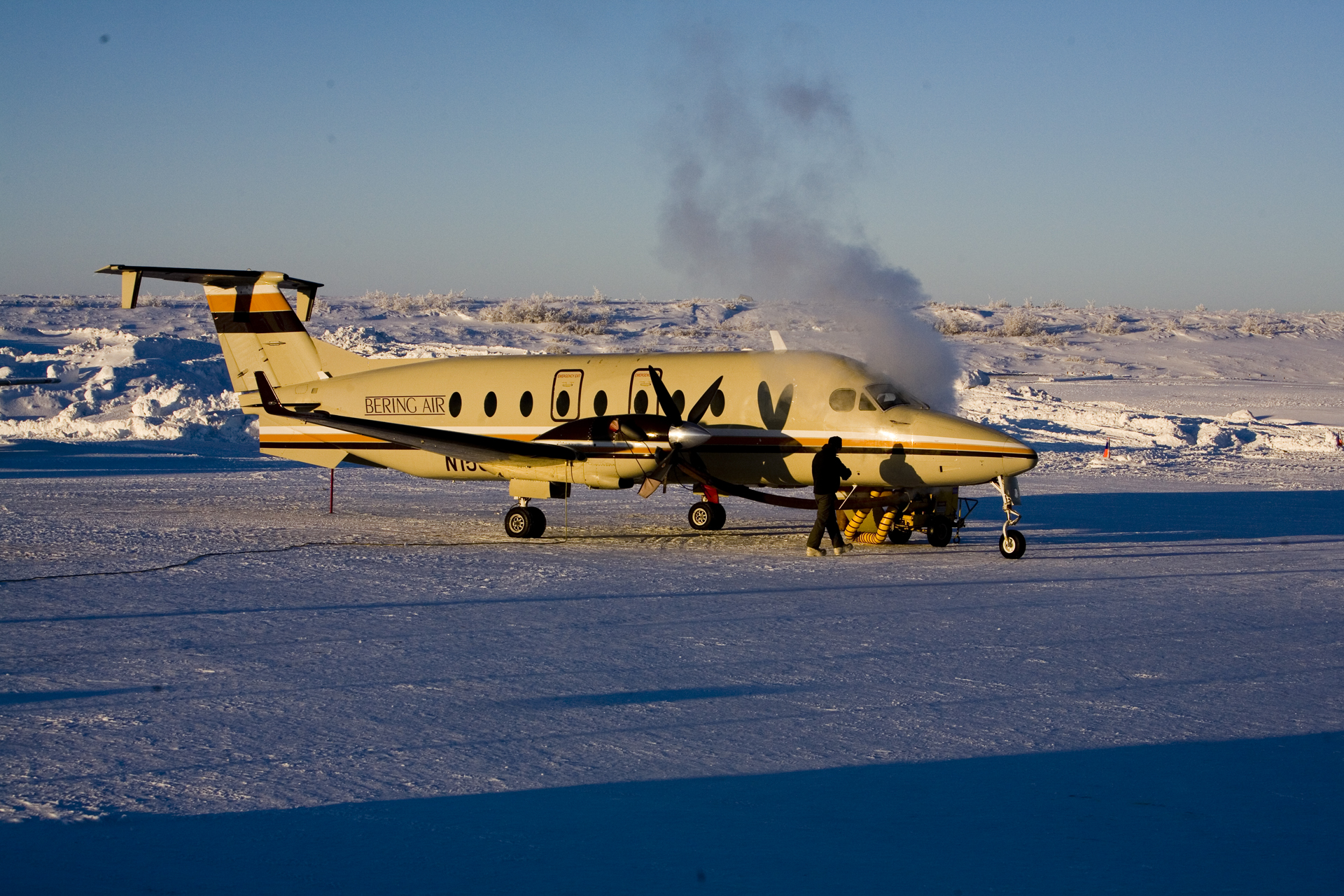
Een 1900 in de sneeuw.
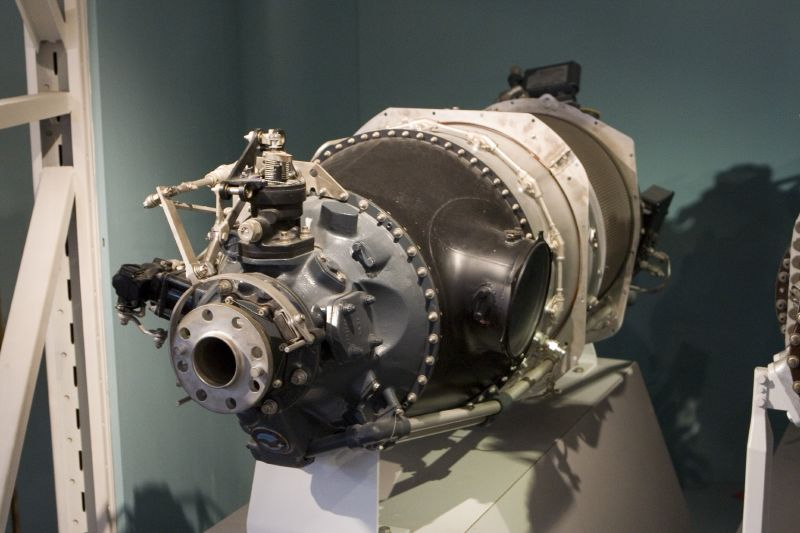
De motor zonder behuizing.
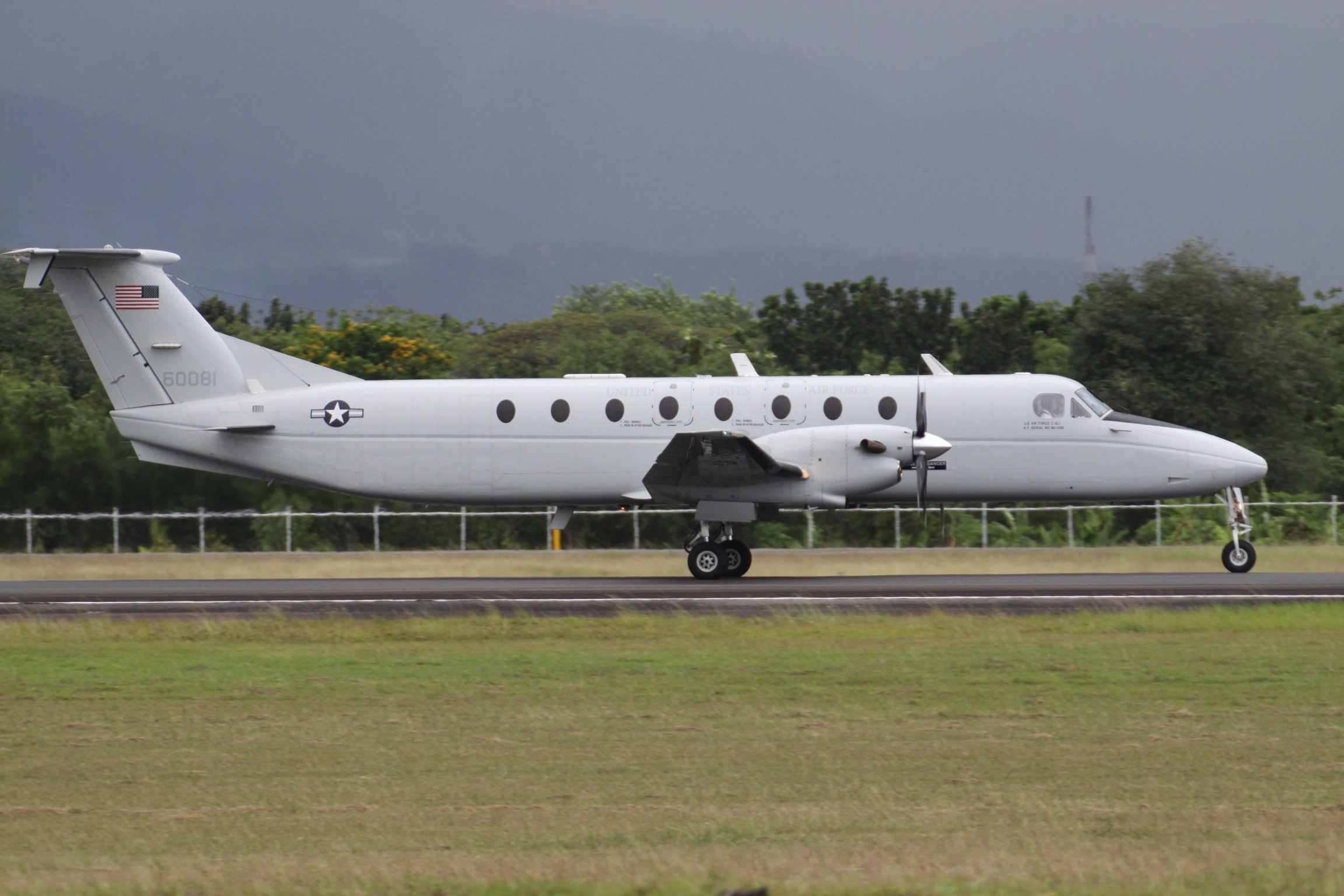
Een C-12J op Mactan-Cebu International Airport.